# Ypsolopha parallela
Ypsolopha parallela là một loài bướm đêm thuộc họ Ypsolophidae. Loài này có ở Nhật Bản, Hàn Quốc, Trung Quốc và Nga.
Sải cánh dài 20–24 mm.
Ấu trùng ăn Quercus serrata.